# Eagle Highway
Der Eagle Highway ist eine Outbackpiste im Zentrum des australischen Bundesstaates Western Australia. Sie verbindet den Gary Highway südlich von Windy Corner mit dem Gunbarrel Highway südwestlich von Everard Junction.

## Verlauf
91 km südlich von Windy Corner, im Zentrum der Gibsonwüste, zweigt der Eagle Highway vom Gary Highway nach Nordwesten ab. Nach 66 km schnurgerader Piste ist der Eagle Dragon Airstrip, ein kleiner Flugplatz, erreicht. Dort biegt die Piste nach Südwesten ab und führt, ebenso schnurgerade 27 km nach Warri.
Die ehemalige Aboriginessiedlung verlässt der Eagle Highway nach Osten, um kurz darauf nach Süden abzubiegen. Nach weiteren 132 km mündet er 85 km südwestlich von Everard Junction, in der Mungilli Claypan Nature Reserve, in den Gunbarrel Highway ein und endet.
Von dort nach Süden bildet die David Carnegie Road seine Fortsetzung.

## Straßenzustand
Der Eagle Highway ist auf seiner gesamten Länge unbefestigt.